# Universidade Federal de Otuoke
Universidade Federal de Otuoke é uma universidade de propriedade do governo federal localizada em Otuoke, uma cidade na área do governo local de Ogbia no estado de Bayelsa, no sul da Nigéria. [1] A Universidade foi fundada em 2011 e começou com 282 estudantes pioneiros. Oferece cursos de graduação em nível de graduação. A Universidade oferece programas de graduação na faculdade de Ciências, Ciências de Gestão, Ciências Sociais e Humanidades, Educação, Engenharia e Tecnologia.

## Faculdades
- Faculdade de Humanidades e Ciências Sociais
- Faculdade de Ciência
- Faculdade de Engenharia e Tecnologia
- Faculdade de Administração de Empresas e Ciências da Administração
- Faculdade de Educação
- Faculdade de Ciências da Saúde